# Aio Locúcio

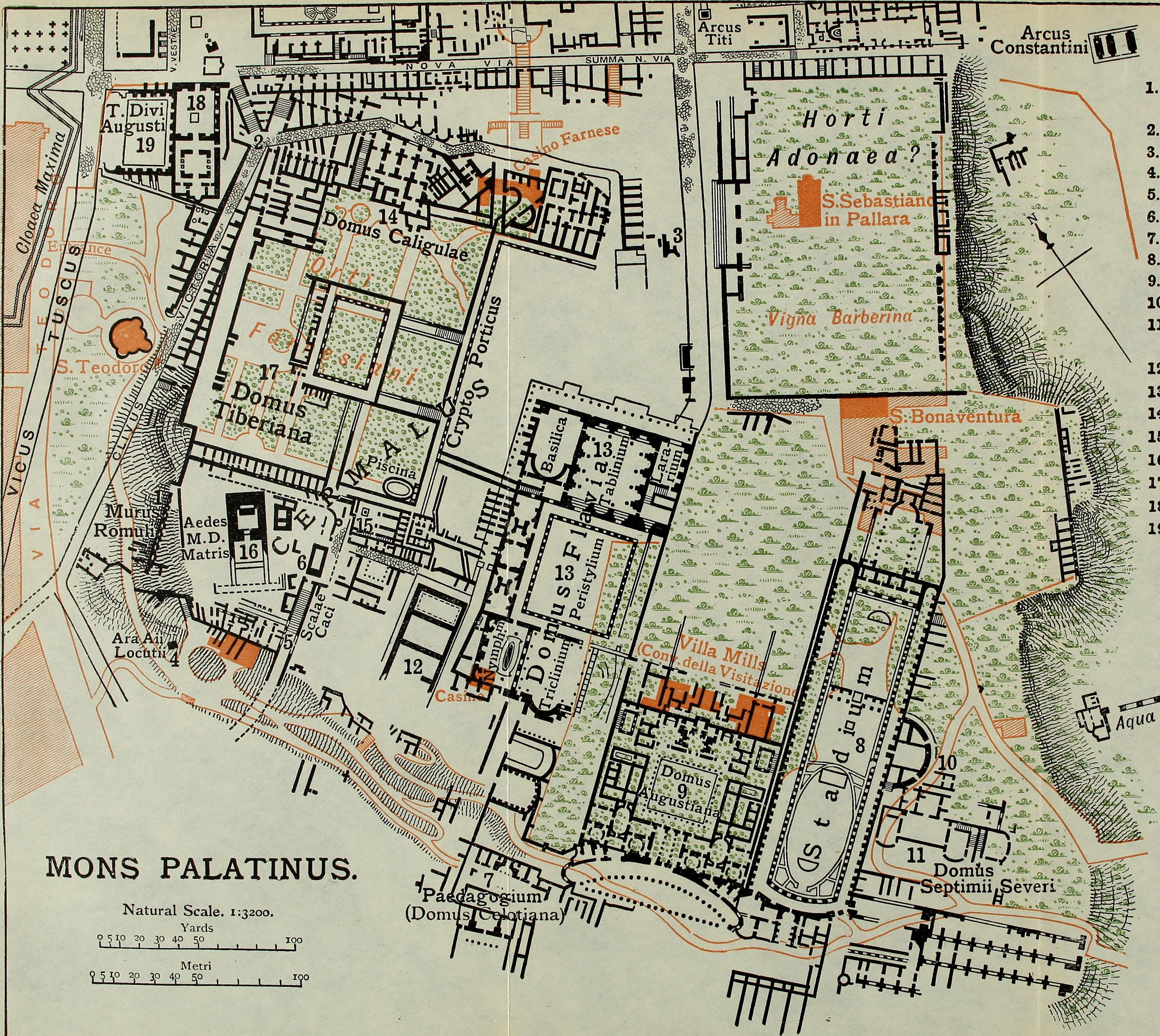
Mapa do Palatino. Aio Locúcio é o número 4, à esquerda, no centro-abaixo

Aio Locúcio (em latim: Aius Locutius ou Aius Loquens) era uma lista de dividades ou numes romanas associadas com a Batalha do Ália no início do século IV a.C..

## História
Segundo a lenda, um plebeu chamado Marco Cedício teria ouvido uma voz noturna sobrenatural no bosque sagrado de Vesta, na base do monte Palatino. Teria alertado-o sobre o iminente ataque gaulês, recomendado que as muralhas fosse fortificadas e instruiu-o a passar esta mensagem aos tribunos da plebe; porém, por conta do status humilde do mensageiro, a mensagem foi ignorada. O resultado foi que os gauleses conseguiram invadir e incendiar a cidade. Tão logo os gauleses foram expulsos, o Senado mandou construir um templo e um altar (conhecidos como Ara Aio Locúcio e Ara Septa) para agradecer e apaziguar a divindade desconhecida que havia dado o alerta. Conta-se que o local escolhido foi o mesmo no qual Cedício ouviu as vozes. Posteriormente, os historiadores romanos disputaram sobre a localização exata do presságio e nenhum traço restou nem do templo e nem do altar; este último tem sido historicamente identificado incorretamente com um altar palatino inscrito "si deus si dea" ("ou deus ou deusa"), uma dedicação a uma divindade desconhecida.
Num contexto mais amplo da religião oficial romana, Aio Locúcio é excepcional. Oficialmente, os deuses podiam falar através de mensagens crípticas e locuções de oráculos dedicados ou através de um complexo sistema de sinais em resposta a questões específicas formuladas pelos áugures estatais. Eles podiam também conceder sinais de boa sorte aos seus mais queridos protegidos ou falar em privado com eles através de sonhos. Aio Locúcio foi um caso de instruções claras e urgentes de grande importância ao estado, em latim, para um plebeu ordinário que passava pelo local — e, a partir de então, segundo Cícero, "tendo conquistado um templo, um altar e um nome, 'porta-voz', jamais falou novamente".
O epíteto Locúcio foi também utilizado para invocar uma das divindades relativas ao desenvolvimento das crianças.